# 黄土色
黄土色（おうどいろ, 英: Ochre）は、色のひとつ。茶色がかった黄色。黄土色の黄土自体は、ありふれた帯黄の土であり、様々な場所で見受けられる。この色を黄土色と呼ぶ。黄褐色、ラクダ色も同様の色を指す。
ピグメント・顔料、絵画用顔料の含水酸化鉄を主要顕色成分とする土壌由来の「黄土色」を呈する顔料、日本画で用いる顔料である天然岩絵具の「黄土」は黄土原鉱から作られる。
同様の色を英語で ocher といい、日本語の外来語でオーカーと言う。しかし、ocherは一般に彩度が高く明るいyellow ocherや、赤いred ocherなど幅広い色を含める広義の概念であり、黄土色のみを指すのではない。
フランス語のocreは黄土（すなわち黄色い土）と訳されるため、その都度、yellowに当たる語を付けると二重表現になるため、"ocre"で黄土色を指したといわれる。
ocreは英語のocherに対応する。どちらの単語もプロヴァンス地方等から産出される絵具の構成要素となる黄土原鉱をも指す。

## 特徴
- 地球上の土に見られ、大地を連想する色であることから、ファッション業界などではアースカラーと呼ぶことがある（もっとも、アースカラーとは自然の造形を象徴する様々な色を定義しており、その中で大地を表す色として限定した用法であり、他に植物の緑などを表す色もある）[3]。